# Герб Тулы
Герб Ту́лы — официальный символ города Тулы, административного центра Тульской области Российской Федерации.
Герб Тулы был создан в начале XVIII века товарищем герольдмейстера Герольдмейстерской конторы Ф. М. Санти, Высочайше утверждён 8 (19) марта 1778 года императрицей Екатериной II вместе с другими гербами городов Тульского наместничества. Официально использовался до ноября 1917 года. 6 августа 1992 года Решением № 21/213 Малого совета Тульского горсовета народных депутатов исторический герб Тулы был восстановлен в качестве официального символа города. 24 сентября 2008 года Решением 52-го (очередного) заседания Тульской городской думы утверждён окончательный, ныне действующий полный герб города и Положение о нём.
Герб внесён в Государственный геральдический регистр под номером 1904.

## Описание
Герб города Тулы является официальным символом — эмблемой города и представляет собой щит французской формы — прямоугольник, основание которого имеет закруглённые углы и выступ посредине остриём вниз. Соотношение основания щита к его высоте должно быть восемь к девяти.
Цветовая гамма и символика фигур герба соответствуют его описанию по состоянию на 8 марта 1778 года и представляют собой следующее геральдическое описание (блазон):
В червлёном поле горизонтально положенный на двух серебряных шпажных клинках, лежащих наподобие Андреевского креста, концами вниз, серебряный ружейный ствол; вверху же и внизу по одному молоту золотому: все сие показывает примечания достойный и полезный оружейный завод, находящийся в сем городе.Положение «О гербе и знаке города Тулы»

## История
12 января 1722 года Именным Указом Императора Петра I при Сенате была образована Герольдмейстерская контора. Товарищем герольдмейстера («составителем гербов») был назначен итальянец по-происхождению, графом Ф. М. Санти. На основе сведений, присланных из разных городов России им были созданы первые городские гербы. В описании, присланном из Тулы, сообщалось, что на берегу реки Упы построен завод, где изготавливаются «фузейные и пистолетные стволы и штыковые трубки». Это описание послужило основанием для составления городского герба Тулы.
В утверждённый 3 марта 1730 года императрицей Анной Иоанновной гербовник российских городов и провинций, основанный на проектах Ф. Санти и позднее окончательно составленный фельдмаршалом графом Б. К. Минихом, герб Тулы не вошёл и официально не использовался.

### Герб на знамени Тульского полка
В 1775 году по заданию Военной коллегии Российской империи герольдмейстер князь М. М. Щербатов составил новый (по сравнению с гербовником Б. К. Миниха) знамённый гербовник<!---->. В Гербовнике Щербатова содержались рисунки 35 гербов для знамён полков, как старых, так и новых, в том числе и для Тульского Пехотного полка, который был сформирован 6 марта 1775 года. Герб Тульского полка появился на знамёнах полка в 1776 году и имел следующее описание: 
В красном поле, два крестообразно, положенные, шпажные клинка, остреями вверх; на них серебряный, ружейный ствол, а вверху и внизу по золотому молотку.

### Герб Тулы 1778 года
В 1778 году герольдмейстер князь М. М. Щербатов представил герб Тулы, составленный более 50 лет назад, на Высочайшее утверждение. Исторический герб Тулы был Высочайше утверждён 8 (19) марта 1778 года императрицей Екатериной II вместе с другими гербами городов Тульского наместничества.

Подлинное описание герба города Тулы гласило: 
Въ червленомъ полҍ горизонтально положенный на двух серебряныхъ шпажных клинках, лежащихъ, на подобіе Андреевского креста, концами внизъ, серебряный ружейный стволъ; вверху же и внизу по одному молоту золотому: все сіе показуетъ примҍчанія достойный и полезный оружейный заводъ, находящійся въ семъ городҍ. Сей гербъ находился уже прежде сдҍланный въ Герольдіи.ПСЗРИ, 1778, Закон № 14717

Гербы городов Тульского наместничества 1778 года
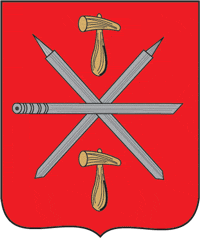
Герб Тулы
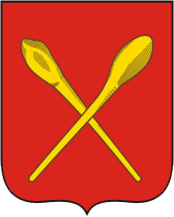
Герб Алексина
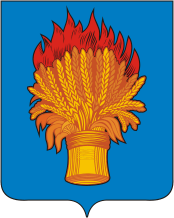
Герб Белёва
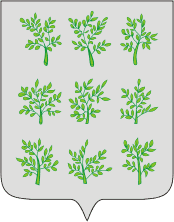
Герб Богородицка
Герб Венёва
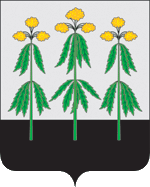
Герб Епифани
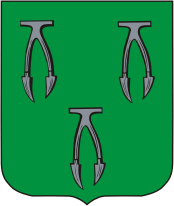
Герб Ефремова
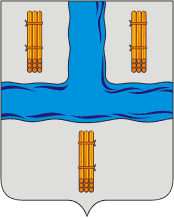
Герб Жиздры
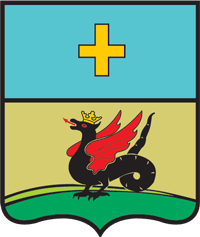
Герб Каширы
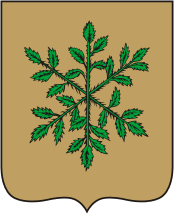
Герб Крапивны
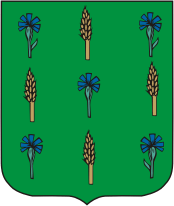
Герб Новосиля
Герб Черни

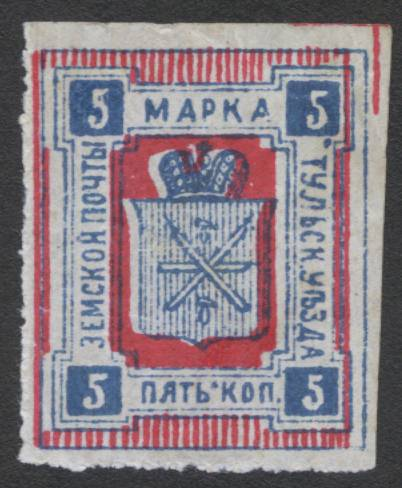
Герб Тулы на земской марке Тульского уезда (1888 г.)

В середине XIX века, в период геральдической реформы Кёне, были разработаны проекты новых гербов городов Тульской губернии, в вольной части которых размещался герб губернского города Тулы (гербы официально не утверждались). Также в 1874 году был составлен проект нового герба губернского города Тулы (не утверждался), который имел следующий вид:
В червлёном щите серебряный клинок меча в пояс на 2 таких же опрокинутых клинках, косвенно положенных накрест. Всё сопровождается вверху и внизу 2 золотыми молотками. Щит увенчан серебряной стенчатой короной и окружён золотыми колосьями, соединёнными Александровской лентой».
5 июля 1878 года был Высочайше утверждён герб Тульской губернии (ПСЗ РИ, т. LIII, № 58684), созданный на основе исторического герба Тулы. Герб губернии имел следующее описание: 

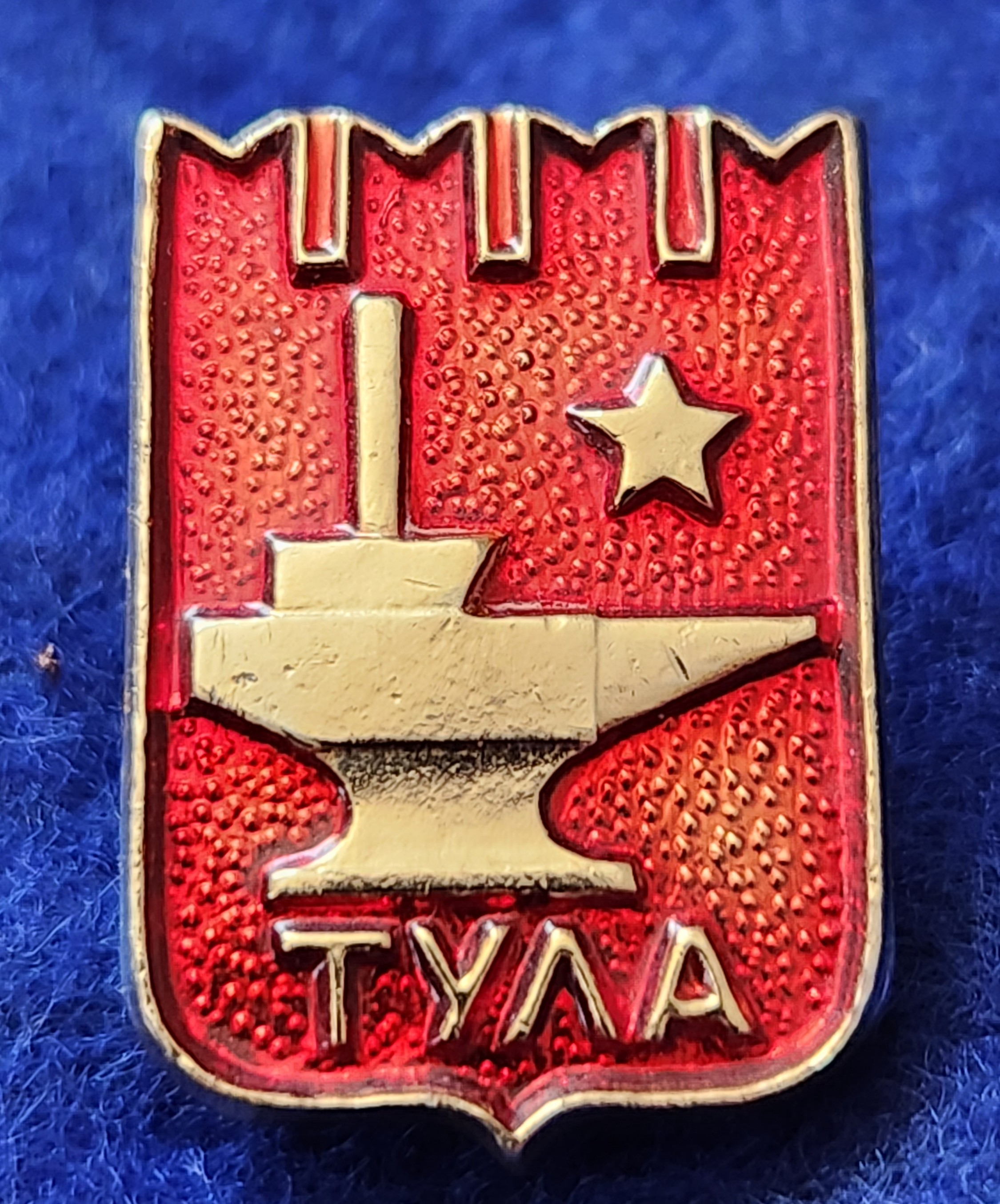
Значок Тула "Молот и наковальня" на фоне очертаний Тульского кремля

В червлёном щите, серебряный клинок меча в пояс, на двух таковых же опрокинутых клинках, косвенно положенных на крест. Все сопровождаемо вверху и внизу двумя золотыми молотками. Щит увенчан Императорскою короною и окружён золотыми дубовыми листьями, соединёнными Андреевскою лентою».

### Герб Тулы в советское и постсоветское время
В советский период исторический герб Тулы в официальных документах не использовался, но его изображение появлялось на сувенирной продукции.
Кроме исторических гербов Тулы и Тульской губернии на медалях встречается гербовидная эмблема 1960–1980-х годов с демилитаризованной тульской символикой «молот и наковальня» в виде французского щита, на котором расположены наковальня с перевёрнутым над ней молотом, в левом верхнем углу пятиконечная звезда, а в оконечности надпись «ТУЛА» , в которой нашли отражение основные темы советского городского символотворчества  социалистическая, промышленная и историческая. Этот символический комплекс стал популярен в тульской эмблематике, несмотря на то, что основной продукцией тульских предприятий оставалась «оборонка». В газете «Коммунар» за 1962 года Ю. Петухов писал о новом предназначении Тулы: «Раньше ковали оружие, теперь куют счастье человеческое». Молот мог изображаться положенным бойком или поставленным рукоятью на наковальню, но чаще перевёрнутым вниз .
6 августа 1992 года Решением № 21/213 Малого совета Тульского горсовета народных депутатов исторический герб Тулы был восстановлен в качестве официального символа города.
21 сентября 2000 года Законом Тульской области «О гербе Тульской области» был принят герб Тульской области, 1 января 2001 года Закон вступил в силу. Официальным гербом области был утверждён исторический герб Тульской губернии, но увенчанный вместо короны пучком из нескольких листьев дуба. Этот вариант не получил поддержки Геральдического Совета при Президенте РФ. Художником М. К. Шелковенко были подготовлены проекты герба с новым обрамлением. 30 мая 2002 года был утверждён герб Тульской области, в точности повторяющий вариант губернского герба 1878 года. 24 ноября 2005 года в областной герб были внесены изменения — герб был окружён лентой ордена Ленина. 28 ноября 2005 года на заседании Геральдического совета в г. Санкт-Петербурге была утверждена символика Тульской области — герб и флаг. На гербе Тулы присутствует именно ружейный ствол, в то время как на гербе Тульской области — клинок меча.

Гербы Тульской области
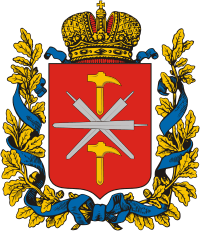
Герб Тульской губернии (1878 год)
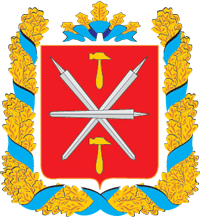
Герб Тульской области (2000 год)
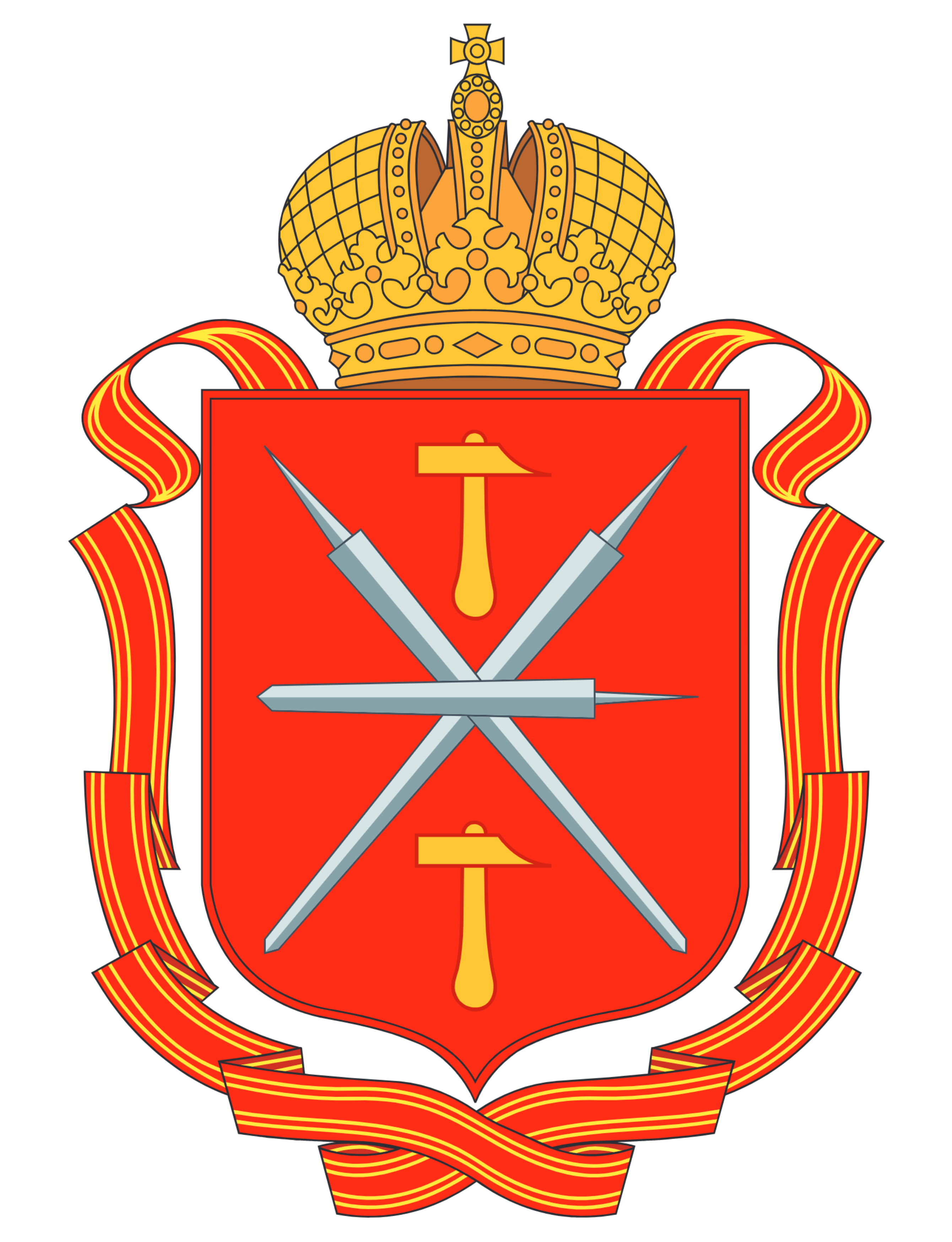
Герб Тульской области (2005 год)

24 сентября 2008 года решением Тульской городской Думы было принято Положение «О гербе и знаке города Тулы». Реконструкция исторической версии герба города Тулы осуществлена Виктором Валериевичем Сумароковым — членом Союза Дизайнеров России.